# Förlorad media

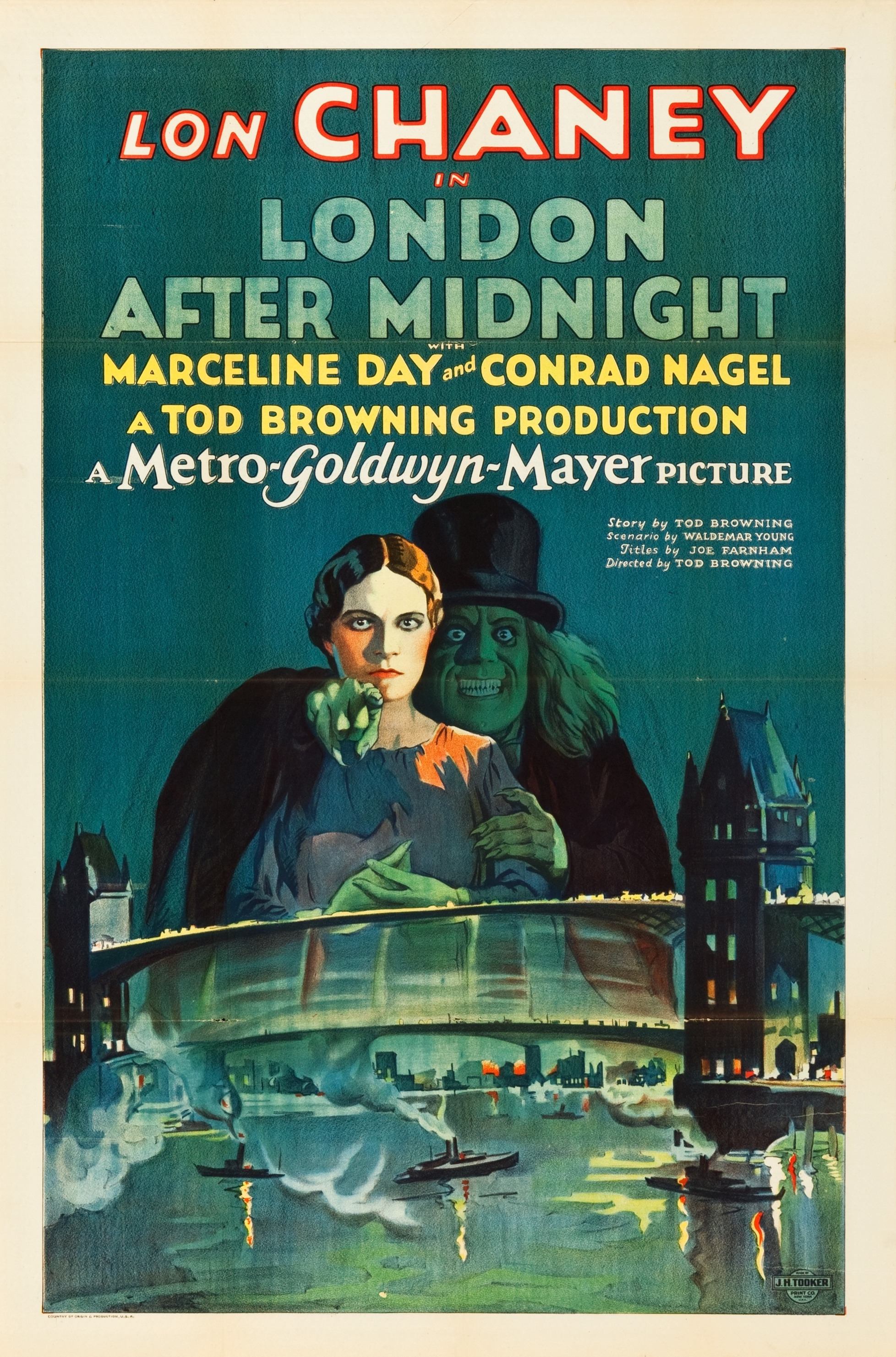
London After Midnight från 1927 är ett exempel på en film som är förlorad, där den sista kända kopian förstördes i en brand i en Metro-Goldwyn-Mayer-studio den 10 augusti 1965.

Förlorad media (även benämnd försvunnen media, från engelskans lost media) är den sortens media som anses ha blivit bortglömd eller är otillgänglig i något som helst format. Termen täcker in all sorts media, såsom filmer, TV-program, musik, radiosändningar eller datorspel.
Många masterband med TV- och radiosändningar på rensades tidigare bort för att göra plats till att spela in nytt material och inom filmindustrin förstördes filmrullarna, då filmerna ansågs ha ytterst lite historiskt värde efter att de hade spelat in sina intäkter. Annan media blir förlorad då den inte är tillgänglig för allmänheten på grund av upphovsrättsskydd eller restriktioner bestämda av donatörerna. En ytterligare anledning till att media går förlorad kan vara bränder.
Ansträngningar för att bevara och arkivera media har gjorts, såsom Arctic World Archive som är en databank gjord för att förvara digitaliserade kopior av konst, litteratur samt andra kulturella och historiska föremål.